# 須賀響子
須賀 響子（すが きょうこ，英: Kyōko Suga，1975年9月30日 - ）は、東京都出身の元歌手，元シンガーソングライターで、サーカス団興行で有名なヘンリー安松の孫に当たる日本人女性である。20代前半であった1994年11月から1997年まで活動し、その間の有名曲は「ぼのぼの」の第1期テレビアニメとタイアップした「近道したい」と「LOVE, TWO LOVE」で、前者の曲は特に21世紀のアニメブームと関連してカルト的人気を誇る。1990年代に登場したガールポップの流れに属し、1970年代のカーペンターズなどを参照した渋谷系とアイドルの中間のような位置付けで活動していたが、小室ファミリー全盛期だったこともあって流行から乖離しており、知名度はあまり高くなかった。マイナー歌手の常としてCDも再販されることはなく、告知無しにサブスクリプションが始まるまでの約25年もの間、合法的に曲を聴くことすら難しい状況にあった。活動の詳細については、Webに公式サイトやニュースサイト等の信頼できる情報源が無いため、CDよりも入手困難な過去の雑誌を確認する必要がある。
代官山プロダクションという芸能事務所に所属していた。初めは原宿の街頭でモデルとしてスカウトされたが、デビュー時より歌手活動を開始した。3作のミニアルバムと1枚のビデオCDコミックスへの参加を発表した後、1996年から作品のリリースが途絶え、1997年にファンクラブで「突然の旅に出る」と公式に発表して引退した。以降は一般人となり消息不明で、一切の新情報が無くなっている。
芸能活動中、当時のガールポップムーブメントを創り出した（女性が歌うJ-POPに対して後付けで命名した）メジャーな音楽雑誌であるGiRLPOPに毎月2ページ程度の紙面を割いて取り上げられていたが、公式Webサイトは存在しない。レギュラー出演していたテレビ番組はテレビ大阪のローカル番組「なんてなワンダーランド」，ラジオ番組は「爆裂スーパーファンタジー」のみ。1995年、「ヒューマンアカデミー」のイメージガールとして大阪ローカルのテレビCMにも出演。但し、それら資料が入手困難になるにつれて、2000年代以降は本人の活動よりもTVアニメ「ぼのぼの」の方が広く認知されるようになり、極一部でアニメソングの歌手として知られるのみに留まっている。
ガールポップとは、アイドル的でありながら、自作の楽曲を歌う女性のシンガーソングライターの作品を指すが、須賀響子は初期のガールポップの歌手である。21世紀的に捉えると、西野カナやあいみょんなどが分かりやすい。

## プロフィール
- 血液型 - O型
- 得意学科 - 美術
- 趣味 - 掃除
- 好きなスポーツ - ドッジボール
- 憧れていた職業 - ディズニーランドの社長
- ニックネーム - ポン子（Ponko）
- 性格 - マイペース，内向的で1人で居る方が好き

## 人物・活動の経緯
1994年11月から1997年まで活動していた歌手である。1970年代ポップスを参考にしたトレンドに左右されない音楽性で、マイナーな歌手として一部で認知されるに留まっている。音楽的な位置付けとしては、1990年代に登場したガールポップの1つに当たる。現在では1995年4月-1996年3月に放送されたテレビアニメ版「ぼのぼの」の主題歌の歌い手としてその名を知る者が殆どであるが、放送時期は遥か過去となってしまっており、一部のアニメファン以外には忘れ去られている。ヒューマンアカデミーのイメージキャラクターとしても出演した。発表した楽曲の中でも、「近道したい」が特に高い評価を受けた。歌唱は多くの曲でピッチが微妙に外れており、抑揚も平坦なことから、下手な印象を受ける事がある。
東京都足立区竹の塚出身である。祖父（ヘンリー安松）はサーカス団興行を行っていた。幼い頃から姉の影響で音楽に親しみ、音楽番組「ザ・ベストテン」を観て歌手になることを意識し始める。高校を卒業した年の1994年秋に原宿を歩いていた所を、元スペクトラムのリーダーである新田一郎から代官山プロダクションのモデル部門にスカウトされた。本人は歌手になるための第一歩になるはずだと思い、モデル部門へのスカウトを受け入れた。そして、1994年11月23日にデビューを果たした。その後、歌手としてのデビューが決まり、世の中に認知されるため活動スケジュールも過密に組まれる事になった。所属が決まった直後、プロダクション社長の新田一郎がポン子（Ponko）という愛称を付け、同じプロダクションの嘉門達夫や鈴木彩子もその愛称を用いた。ファンクラブの名称や番組内での愛称など、対外的にも用いられた。

### デビュー時
デビュー時のインタビューでは下記のように答えた。
- 1994年12月3日、最も早くインタビュー記事が掲載された雑誌「Olive」の288号では、「幼い頃から自分はきっと歌ってゆくだろう、という確信があった」、「何の当てもなかったし、がむしゃらにコンテストに応募したりもしなかった」、「自分の部屋で小さなカセットデッキを前に歌い、初めて作ったささやかなデモテープがプロの目に留まった」、「自分の道を進み始めたころから、勉強はあまりやらなくなった。友だちも少なくなった。『でも、一人でいるのは意外と平気です』。」というデビュー前後のエピソードや、「自分のやりたいことが仕事になるなんて、わたしは幸せです」、「自分の夢と自分を信じていれば、道って自然に開けてくるみたいです」というデビューに際しての本人の感想も記載された。「シャルロット・ゲンズブールが好き。季節なら冬。あの空気感が好き。理由は『おいてけぼりの感じがいいから』。」という趣味嗜好も公表した。幸せについて語るときは静かに微笑み、種々のエピソードからは他者とは違った観点がある様子であった[2]。
- 歌手になることを志したのはごくごく幼い頃だという。本人は雑誌「GiRLPOP」の取材で「テレビで『ザ・ベストテン』をよく観てた。いろんな人が出てきて歌ってる、その姿を観てた。あそこに立ちたい、そうと思って観てました。最初は親とかおねえさんに『アナタもああいうふうになりなさい』って言われて、そのうちに自分でも少しずつ意識するようになったんです。」と答えている。誰にも歌手になりたいことを言わなかったが、心の中では強く決心していたという。家ではお気に入りのレベッカ、プリンセス・プリンセスの歌を歌っていたが、恥ずかしいため親には気づかれないようにしていた[1]。

- 保育園時代に一番偉い保育士に冷たい態度をとられた影響で内向的な性格になってしまった、とも答えている。小学校へ入学してもその性格は変わらず、内気で引っ込み思案の女の子であった。保育園時代の本心について、「もちろん友達は欲しいし、気になるコもいたけど、自分からは声をかけない。それは恥ずかしいし、怖かったから。どうしていいかわからないから、怖いって感じがしてたんです」と答えた[1]。

### デビュー後
1stミニアルバム『きっとこれからも』は全曲が他者から提供された曲であった。同じ事務所に所属していた鈴木彩子にも「小さな足跡」を提供してもらっていた。
ヒューマンアカデミーのイメージキャラクターに選ばれ、3rdシングル『青空ある限り』がCMソングに採用されたことから、CM撮影でアメリカのロサンゼルスにも出掛けている。ロサンゼルスではハード・スケジュールを組み、朝5時から様々な場所で撮影を行った。オフの日には色々とショッピングを行い、ユニバーサル・スタジオに行き、現地で撮影したフィルムを編集するスタジオの見学にも行った。
2ndミニアルバム『新しいような古いような』では須賀響子本人が作詞を手掛け、雰囲気を1970年代のポップソングに近づけた。
3rdミニアルバム『ラブ・ポーション』においては作詞・作曲共に自ら手掛けるようになった。本人は様々な仕事を経験し、自分自身を見つめ直す時間が多くなった。次第に人の心が気になり始め、心理学の難しい本も読みながら、「愛って何だろう？」と思い始め、作品のテーマを「自分なりの愛というもの」に決定した。3rdアルバム発売後の全国キャンペーンでは全ての会場に1人で出向いた。本人1人で作品制作とプロモーションの中心を担った初めての作品となった。
マスメディアにも登場しており、同事務所の嘉門達夫がパーソナリティのラジオ番組「爆裂スーパーファンタジー」に数回ゲスト出演した。1995年に嘉門達夫の「伝家の宝刀」発売直前に放送されたプロモーション番組にも出演していた。同年にはヒューマンアカデミーのイメージキャラクターとしてCM出演も行っていた。また、1996年より、ジ・イングリーズとともにテレビ大阪の深夜番組「なんてなワンダーランド」の司会を務めていた。
3rdアルバム発売後、1996年夏の4thアルバム発売に向けレコーディングを行っていた。1996年2月には月刊歌謡曲の取材で自身の「夢」について下記のように回答した。
- 質問1）なるほど。ところで20才になったばかりだそうですが、将来ステキな女性になるために心がけている事はありますか？
  - 回答1）「20才になったら今まで積み重ねてきた事はもちろん、新しい気持ちでゼロから始めたいと思ってて、今回のアルバムはそういう気持ちで作ったんです。初めて全曲自分で作った事で、新しい自分が生まれたなぁと思ったし、いいスタートを切れたみたい。いつも10年後の自分を楽しみにして今を生きてるんですけど、10年後にはこうなっていたい、というイメージが頭の中にあるので、そのために今はどこまでやっておくべきなのかがちゃんと見えてるんですよ。そう考えると今はやるべき事がたくさんあって忙しい。でもそうやって夢に向かって頑張って生きている時の自分が一番輝いてるんじゃないかな？」
- 質問2）でも須賀サンぐらいに若いコで将来のビジョンをしっかり持ってるコは、なかなかいないのでは？
  - 回答2）「私の友人にもそういう子がいっぱいいますよ。でも本当は分かってるはずなんです。自分を見つめ直して好きな事をどんどん突き詰めていけば、絶対に答えが見つかるはず。だから早いうちに答えを見つけて、それに向かって頑張っていって下さい！」

### 引退
1996年7月のGiRLPOP誌では、4thアルバム制作について、作詞・作曲の試行錯誤の繰り返し，サウンド面での実験，フルアルバム化の可能性を考えていた事が公に伝えられ、「今までの私の歌って、強く言いきるような言葉とかはあんまり使っていなかったんですよね。どちらかというと優しい言葉を詞にしていたところがあったと思うんです。でも、今回はもっと耳に残るような強い言葉も入れてみたいなって。あと、人の精神的な部分みたいなところも、もうちょっと深く出せたらいいなって…。今、そういう詞を考えている最中なんですよ」と本人が作品の方向性を変化させることを語っていた。しかし、翌年の1997年に「突然の旅に出る」と言う結論をファンクラブで発表し、正式に芸能界を引退した。引退後は関係者によると自動車免許を取得したりフランス語を習うなど様々な事に注力しているとの事であったが、次第に消息不明になった。この当時からファンの間で芸能活動への復帰を求める声が上がり続けている。

### 引退後の再評価
2009年になってTHE IDOLM@STERの登場人物である三浦あずさ（声:たかはし智秋）により「近道したい」がカバーされ、アルバムが発売された。2012年には、TAKA-BeeのAAAAgainというアルバムに「近道したい」が収録された。須賀響子が引退して暫く経過したが、「近道したい」については継続的にラジオで取り上げられるなど、アニメソングの名曲として受容され続けている。
1990年代はWebが普及しておらず、TV番組やラジオの他、雑誌やファンクラブ会報での活動報告が主流の時代であった。現在では売れ線以外の歌手については情報の散逸が進み、活動当時のファン以外にとってはベールに包まれている点が多い。須賀響子について活動当時出された情報源としては、音楽作品，雑誌，TV番組，ラジオ番組，ファンクラブ会報であるが、全てが散逸した。音楽作品は中古市場で僅かな枚数が流通しているのみで、価格は高騰している。雑誌は中古市場でも滅多に出回らないことから、活動についての本人の意見を知ることは難しくなっている。TV番組出演を行い、シングル曲のPVも制作されているが、映像は滅多に出回らない「VICTOR V-CD COMICS Ya&Ya Vol.7」というビデオCDに収録された「19回目のクリスマスはちょっと違う」を除いて発売されていないため、動く須賀響子を見ることも極めて難しい。出演したラジオ番組も商品化されることは無く、後追い世代は一切聴く事ができない。
昔のマイナーな歌手ゆえに音楽作品の再発売が行われず、TVアニメの「ぼのぼの」で有名になった「近道したい」が収録されたCDの中古価格が数万円程度まで高騰した。従って、一般的には動画共有サービスに違法アップロードされた音源しか触れられない状況が長らく続いた。Twitterでも言及されることが有り、#須賀響子のハッシュタグを付けたつぶやきも存在している。2010年代前半には、キャラクター・グッズやLINEスタンプなど、様々な形で「ぼのぼの」が再流行し、第1作のTVアニメを視聴して須賀響子の存在を知る者が増えて来ている。
2021年、Apple MusicやAmazon Musicなどのサブスクリプションや、オリコンミュージックストア，Mora等のダウンロード販売の全面解禁により、CD以外でも全ての曲を聴くことが可能になったが、告知は一切行われず、あまり知られていない。また、高音質な非圧縮音源や様々なアートワークが載った歌詞カードは高額なCDで入手する必要があることは変わっていない。

## エピソード
- 須賀響子は、芸能関係で最も好きな仕事を聞かれると、いつも「レコーディング」と即答したという[8]。
- 成長を求め、アルバム制作には毎日のように1日の大半を費やした[6]。また、デビューが決まってからは声量をつけるために毎日腹筋100回を欠かさなかった[2]。
- 取材で、自宅ではテレビはあまり観ないが、ラジオは朝から晩まで聴くと答えている[6]。
- マイペースな性格のため、代官山プロダクションの事務所から散歩に出かけると長時間戻ってこないことが多かった。事務所のスタッフに心配をかけることも多々あったという。プライベートでは映画を観に行ったり、服屋の店先で服を眺めていたり、靴のホンモノとニセモノの違いに拘ってホンモノを求めて古着屋に向かうなどしていた。本人曰く、「そこらへんをいつもウロウロしてるんです（笑）」とのこと[9]。
- 2ndアルバム発売後に、ファンから事務所宛てに「今まで何もやりたいことが見つからなかったが、このアルバムを聴いて今後の目標が見つかった。」と言う内容の電話がかかり、それを知った須賀響子本人は一日中上機嫌であったと言う[4]。
- 爆裂スーパーファンタジーへのゲスト出演時に「風呂哲に関西弁で怒られて泣いたことがある」というエピソードが紹介された。

## 年表

### 1994年
- 1994年秋 - 高校を卒業した年の秋、原宿を歩いていた所を代官山プロダクションの社長にモデル部門にスカウトされる。
- 1994年11月23日 - 1stシングル『19回目のクリスマスはちょっと違う』リリース。
- 1994年12月3日 - 『Olive 289号』発売。最初の雑誌掲載。
- 1994年12月7日 - ビデオCD『VICTOR V-CD COMICS Ya&Ya Vol.7』発売。同ビデオCDに『19回目のクリスマスはちょっと違う』のプロモーションビデオを収録。
- 1994年12月16日 - 1stミニアルバム『きっとこれからも』リリース。

### 1995年
- 1995年 - テレビ大阪で『なんてなワンダーランド』が放送開始。ジ・イングリーズと共に、司会者の1人として出演。番組の途中で、須賀響子主演のヒューマンアカデミーのCMも放送される。更に、嘉門達夫の新アルバム発売前の特集番組である『嘉門達夫スペシャル 伝家の宝刀』にも出演。
- 1995年1月21日 - 2ndシングル『冒険』リリース。
- 1995年4月5日 - 3rdシングル『青空ある限り』リリース。ヒューマンアカデミーのCM曲に採用される。レコーディング後、CM出演のためロサンゼルスの風力発電所などでロケを敢行した。朝5時より各地を廻って撮影を行うなど、ハードスケジュールであった。オフでは現地のユニバーサル・スタジオへ向かった[3]。
- 1995年6月7日 - 4thシングル『近道したい』リリース。同年4月にはTVアニメ「ぼのぼの」のエンディングテーマとして放送されていた。
- 1995年6月21日 - 2ndミニアルバム『新しいような古いような』リリース。
- 1995年11月22日 - 5thシングル『LOVE, TWO LOVE』リリース。
- 1995年12月16日 - 3rdミニアルバム『ラブ・ポーション』リリース。このアルバムが事実上最後の作品となっている。

### 1996年
- 1996年 - テレビ大阪の『なんてなワンダーランド』が放送終了。
- 1996年1月 - 公式ファンクラブ『PONKO PANDA PONKO』開設。以後、会報やクリスマスカードなどを入会者向けに送付。
- 1996年7月 - 『GiRLPOP vol.20（1996年7月号）』発売。最後の雑誌掲載。4thフルアルバムの制作を発表。以降、活動状況についての情報が無くなる。

### 1997年
- 1997年 - 公式ファンクラブ『PONKO PANDA PONKO』で「突然の旅に出る」と発表し引退した。引退に合わせて4thフルアルバムの制作は中止され、公式ファンクラブも消滅。その後は一般人となり消息不明である。

### 2009年
- 2009年 - THE IDOLM@STERの登場人物である三浦あずさ（声:たかはし智秋）により「近道したい」がカバーされた。カバー版でも原曲に忠実なアレンジとなっている。アニメソングの歌手として、一部で「須賀響子」の名が広まった。活動当時を知らないリスナーからも引退を惜しむ声が挙がった。

### 2012年
- 2012年 - TAKA-BeeのAAAAgainというアルバムに「近道したい」が収録された。

### 2021年
- 2021年 - Apple MusicやAmazon Musicなどのサブスクリプションや、オリコンミュージックストア，Mora等のダウンロード販売の全面解禁により、CD以外でも全ての曲を聴くことが可能になったが、高音質な無圧縮音源や様々なアートワークが載った歌詞カードはCDで入手する必要がある。

## ディスコグラフィー
シングルとミニアルバムについては、2021年にApple MusicやAmazon Musicなどのサブスクリプションや、オリコンミュージックストア，Mora等のダウンロード販売が解禁済み。

### シングル
全ての楽曲が番組とタイアップしている。シングル曲のプロモーションビデオも作られたが、19回目のクリスマスはちょっと違う以外は全て未発売である。
| #   | 発売日         | タイトル                         | レコードレーベル           | 規格  | 品番       | タイアップ               |
| --- | -------------- | -------------------------------- | -------------------------- | ----- | ---------- | ------------------------ |
| 1st | 1994年11月23日 | 19回目のクリスマスはちょっと違う | ビクターエンタテインメント | 8cmCD | VIDL-10578 | 爆裂スーパーファンタジー |
| 2nd | 1995年1月21日  | 冒険                             | ビクターエンタテインメント | 8cmCD | VIDL-10593 | 爆裂スーパーファンタジー |
| 3rd | 1995年4月5日   | 青空ある限り                     | ビクターエンタテインメント | 8cmCD | VIDL-10629 | ヒューマンアカデミーCM   |
| 4th | 1995年6月7日   | 近道したい                       | ビクターエンタテインメント | 8cmCD | VIDL-10658 | TVアニメ「ぼのぼの」     |
| 5th | 1995年11月22日 | LOVE, TWO LOVE                   | ビクターエンタテインメント | 8cmCD | VIDL-10662 | TVアニメ「ぼのぼの」     |

### ミニアルバム
1stミニアルバムにはシンセサイザーが多用され、冬をイメージさせる打ち込み系ポップスになっている。デビュー作であるため、本人による作詞・作曲は行われず、全て他者からの提供曲で成り立っていた。制作当時、同じ芸能事務所に所属していた鈴木彩子が2曲提供している。
2ndミニアルバムである「新しいような古いような」からアルバム制作の方向性に本人の意見が反映され始め、本人は母に聴かされたカーペンターズ等の1970年代の洋楽に似せて作る事を決めた。今作では須賀が全曲の作詞を担当した。作曲は他からの提供で行われた。編曲は生楽器主体となった。また、本人は「子供の頃の輝いた瞳を忘れないで欲しい」という裏のテーマも設定した。タイトルは、制作に関わったスタッフがアルバム完成後に「新しいような古いような不思議な感じだよね。」と言ったことに由来している。前作発売から半年も経たないうちに制作を開始した。機材面でも音に柔らかさを出すために、アナログテープへのトラックダウンと20bit K2スーパーコーディングによるマスタリングを行っている。
3rdミニアルバムは、全曲本人が作詞・作曲を担う等、シンガーソングライターとして成長を遂げるべく挑戦した作品になった。前作からの1970年代テイストは変わらず、今作は本人が思い描く恋愛像を反映させた内容になっている。タイトルは本人が「恋愛の特効薬」という意味合いで付けた（本来の意味で和訳すると「媚薬」になってしまう事も本人は認識している）。本作も、前作発売から半年も経たないうちに制作を開始した。機材面でも音に柔らかさを出すために、アナログテープへのトラックダウンと20bit K2スーパーコーディングによるマスタリングを行っている。
4thアルバムはフルアルバムとなる予定で、1996年に制作が行われていたが、本人の引退により制作が中止され、未発売となった。
| #   | 発売日         | タイトル               | レコードレーベル           | 規格   | 品番       | 備考                                                                                    |
| --- | -------------- | ---------------------- | -------------------------- | ------ | ---------- | --------------------------------------------------------------------------------------- |
| 1st | 1994年12月16日 | きっとこれからも       | ビクターエンタテインメント | 12cmCD | VICL-23100 | -                                                                                       |
| 2nd | 1995年6月21日  | 新しいような古いような | ビクターエンタテインメント | 12cmCD | VICL-23106 | アナログテープへのトラックダウン マスタリングに際して20bit K2スーパーコーディングを使用 |
| 3rd | 1995年12月16日 | ラブ・ポーション       | ビクターエンタテインメント | 12cmCD | VICL-23114 | アナログテープへのトラックダウン マスタリングに際して20bit K2スーパーコーディングを使用 |

### 映像作品
『19回目のクリスマスはちょっと違う』，『冒険』，『LOVE, TWO LOVE』等、シングル作品のプロモーションビデオが制作されている。但し、1994年12月7日に発売された『VICTOR V-CD COMICS Ya&Ya Vol.7』に19回目のXmasはちょっと違うのプロモーションビデオが収録されているのみで、それ以外は未発売である。但し、『VICTOR V-CD COMICS Ya&Ya Vol.7』は生産枚数が少なく、古いこともあって既に入手困難である。ライブは実施していない。TV番組への出演は行っていたが、収録した製品は未発売である。従って、動く須賀響子を見ること自体が極めて難しいと言える。

#### 発売済み
| #   | 発売日        | タイトル                       | レコードレーベル           | 規格         | 品番   | 備考 |
| --- | ------------- | ------------------------------ | -------------------------- | ------------ | ------ | --- |
| 1st | 1994年12月7日 | VICTOR V-CD COMICS Ya&Ya Vol.7 | ビクターエンタテインメント | 12cmビデオCD | VIIL-3 | 様々な企画を紹介するマルチメディアコミックス 須賀響子については『19回目のクリスマスはちょっと違う』のプロモーションビデオを収録 ビデオCDは広く普及していない規格であり、製品としても短寿命のコミックスであるため入手は極めて困難 CDケース表面の記載は下記の通り。 - For Boys & Girls VICTOR V-CD COMICS Ya&Ya 7 新創刊号 - ビクター ビデオシーディーコミックス [ヤヤ] Vol,7 - 野村誠一ビデオグラビア - 雛形あきこ(16歳) - Ya&Ya ビクター・ビデオCDコミックス 懲りない確信犯の勇者集まりて ここに 再び蘇る 1994年12月10日 CDケース裏面の記載は下記の通り。「おめでとう！新創刊号」 Audition System: 「おめでとう！新創刊号」 Audition System: - 一般公募→視聴者投票・編集部推薦→野村誠一によるカメラテスト→Ya&Yaクラブ入団!!→歌手・タレント・女優・引退(他) MENU: - 野村誠一ビデオグラビア - Ya&Ya オーディション(PBC) - 須賀響子ビデオクリップ「19回目のXmasはちょっと違う」 - 菅野美穂 VS 今関あきよし.短編映画 - 怪傑！三浦ブラザーズ - 斉木しげる IN - 女子高生インタラクティブドラマ - 世界で一番くだらないネタ - などなど・・・ 出演: - 菅野美穂・雛形あきこ・原千晶・須賀響子・すまりえ・浅田沙季・森本よしえ 他 制作協力: - CHIMERA・野村誠一事務所 制作: - 市倉久央(Victor) |

#### 未発売
| タイトル       | レコードレーベル           | 備考                                     |
| -------------- | -------------------------- | ---------------------------------------- |
| 冒険           | ビクターエンタテインメント | レコード会社やテレビ局などの業務用に流通 |
| 青空ある限り   | ビクターエンタテインメント | レコード会社やテレビ局などの業務用に流通 |
| LOVE, TWO LOVE | ビクターエンタテインメント | レコード会社やテレビ局などの業務用に流通 |

## 書籍
本人への取材記事が掲載された書籍を示す。1990年代中頃に活動した知名度の低い歌手故に、公式には一切のWebサイトが作られておらず、GiRLPOPを中心としたインタビュー掲載雑誌が当時の活動の様子についての唯一の情報源になっているが、発売から数十年以上の時間が経過し、既に入手が難しくなっている。
| タイトル             | 掲載号                                       |
| -------------------- | -------------------------------------------- |
| Olive                | 288号（1994年12月3日）                       |
| GiRLPOP              | vol.11（1995年1月号）～vol.20（1996年7月号） |
| SEGA SATURN MAGAZINE | 1995年8月号                                  |
| 月刊 歌謡曲          | 1996年3月号                                  |

## グッズ
- 公式ファンクラブ「PONKO PANDA PONKO」では、ファン宛てに本人のサイン入りクリスマスカードなどが送付されていた。
- 須賀響子の写真が印刷された、ヒューマンアカデミーのテレホンカードが存在する。ヒューマンアカデミーではCMロケ地となったロサンゼルスの風力発電所，ヒューマン教育グループ国際ビジネススクールでは金網のフェンス前など、様々なバリエーションが有る模様である。
- 須賀響子の写真が掲載されたヒューマン・キャンパスの学力判定テストについての広告チラシも存在している。

## ファンクラブ
公式ファンクラブ「PONKO PANDA PONKO」を1996年1月に発足させた。1997年の「突然の旅に出る」という本人からの引退メッセージの告知をもって解散した。